# Karl Friedrich Stephan von Otting, Fünfstetten und Schönfeld
Carl Friedrich Stephan, Graf von Otting und Fünfstetten, Freiherr von Schönfeld (* 6. Juni 1766 in Metz; † 18. September 1834 auf Schloss Fünfstetten) war königlich bayerischer Kämmerer, Generalleutnant und Generaladjutant, Halbbruder des bayerischen Königs Maximilian I., Besitzer der Rittergüter Otting und Fünfstetten und Stammvater der Grafen von Otting und Fünfstetten.

## Leben
Das Gothaische genealogische Taschenbuch der gräflichen Häuser von 1896 nennt sein Geburtsdatum fälschlicherweise zum 22. September 1767 in Pont-à-Mousson, nennt jedoch weder seinen Vater noch seine Mutter.
Er war ein außerehelicher Sohn des Pfalzgrafen Friedrich Michael von Pfalz-Birkenfeld aus dessen Verbindung mit einem Fräulein Hagen. Das richtige Geburtsdatum erfährt man aus einem Brief, der im Staatsarchiv Augsburg liegt. Am 20. Mai 1766 befahl Pfalzgraf Friedrich Michael dem Herrn von Bergh, der sich in Paris aufgehalten hatte, nach Metz zu fahren und die Geburt seines Kindes zu überwachen und ihm darüber zu berichten. Von Bergh fuhr daraufhin nach Metz. Am 9. Juni 1766 schrieb er den oben genannten Brief, dass ein Knabe am 6. des Monats früh geboren worden sei. Das Kind sei sehr schön, stark und „rigoureux“. Er habe bereits arrangiert, dass sich das Kind in Pont-à-Mousson befände, wo sich die Frau des Oberchirurgen des Regiments seiner annehme. Die Mutter sei nach den 10½-stündigen Wehen noch sehr geschwächt, so dass sie vor Ende des Monats nicht in Schwetzingen sein werde. (Herr) Bouqueton werde diese Affäre zur Zufriedenheit des Pfalzgrafen Friedrich Michael arrangieren. Der Oberchirurg war zu dieser Zeit M. Chauveau. Louise Chauveau/Chaveau, die in der Literatur als Mutter genannt wird, war folglich nur die Amme. Francois André Bouqueton war Ballettmeister in der Mannheimer Hofoper. Den Nachweis, dass ein Fräulein Hagen die Mutter war, fand Adalbert Prinz von Bayern 1966 im Geheimen Staatsarchiv München.
Folgendes ist falsch: Das Zivilstandsregister von Pont-à-Mousson enthält zum 22. September 1767 die Geburt und Taufe, beides in Pont-à-Mousson, von Frederic-Charles-Etienne, ehelicher Sohn des Messire Gustave Baron de Schonfeld und der Madame Josephe de Bilau.
Folgendes ist ebenfalls falsch: Friedrich, so der Rufname, war ein außerehelicher posthum geborener Sohn des Pfalzgrafen Friedrich Michael von Pfalz-Birkenfeld aus dessen Verbindung mit Louise Chaveau.

## Standeserhebungen
Am 29. Juli 1813 wurde Friedrich als königlich bayerischer Kämmerer, Oberst und königlicher Flügeladjutant als Freiherr von Schönfeld in die bayerische Adelsmatrikel eingeschrieben, nach Kneschke unter Beilegung des Wappens der erloschenen Familie von Wemding, nach Buchner erhielt er das alte Wappen der Grafen von Zweibrücken in stark veränderter Form (In Silber ein blaubewehrter roter Löwe, darüber ein dreilätziger roter Turnierkragen, auf dem Helm ein wachsender Löwe, der eine blaue Raute in den Pranken hält). 
Am 16. Juli 1817 erhielt Friedrich als bayerischer Generalmajor und Flügeladjutant für sich und alle seine Nachkommen den Namen und die Würde eines Grafen von Otting und Fünfstetten unter Verleihung einer Variation des Wappens der erloschenen Familie von Otting.

## Nachkommen
Aus der Ehe mit Luise Magdalena Wilhelmine von Porubsky gingen folgende Kinder hervor:
- Carl August (* 18. September 1793; † 21. Juni 1821)
- Max Joseph (* 25. November 1794; † 7. Juli 1795)
- Max Joseph (* 27. Juli 1796; † 17. September 1796)
- Carolina Friederica Wilhelmina (* 9. April 1799; † 7. September 1860)

In zweiter Ehe war er mit Wilhelmine Louise Camilla von Montperny verheiratet und hatte folgende Kinder:
- Louise Wilhelmine Camilla (* 24. Mai 1810; † 18. Mai 1876) ⚭ 15. November 1836 August Ludwig von Senarclens-Grancy (1794–1871)
- Wilhelmine (Helmine) Caroline Friederike (* 24. August 1811; † 3. Februar 1894) ⚭ Ludwig VI. Riedesel Freiherr zu Eisenbach, Großherzoglich Hessischer Kammerherr, Präsident der 1. Kammer des Kurfürstentums Hessen
- Therese Charlotte Louise Friederike Amalie (* 27. Februar 1813; † 29. August 1892)
- Maximilian Joseph (* 1. Februar 1815; † 16. März 1901)

⚭ 1840 Sophie (* 28. Februar 1821; † 25. Dezember 1849), Tochter von Leo von Klenze
⚭ 1851 Athenaide Walburga Maria (1828–1924), ebenfalls eine Tochter von Leo von Klenze
- Elisabetha Auguste Ludovica (* 28. Juli 1816; † 10. Januar 1899) ⚭ Friedrich von Werner, Kabinettsrat in Hohenzollern-Sigmaringen
- Ludwig Carl August (* 1. März 1818; † 27. August 1894), bayerischer Oberst a. D.
- Maria Carolina Camilla Ludovica (* 11. Juni 1819; † 23. März 1851)
- Friedrich Camill (* 21. Oktober 1821; † 10. Februar 1900), Großherzoglich Hessischer Kammerherr und Major à la suite der Kavallerie ⚭ Rosamunde Maria Anna von Krane (1826–1895)[9]
- Carl Theodor Friedrich Camill (* 2. Juni 1826; † 19. Februar 1886), K.K. Rittmeister
- Augusta Friederica Camilla Wilhelmine (* 4. Oktober 1828; † 10. Januar 1874), seit 1852 Hofdame bei Herzogin Ludovika in Bayern und Erzieherin von deren Tochter Elisabeth, der späteren Kaiserin von Österreich[10]
- Maria Wilhelmina († 23. März 1851)

## Belege
1. ↑  Gothaisches genealogisches Taschenbuch der gräflichen Häuser 1896. Neunundsechzigster Jahrgang, S. 806.
2. ↑  Staatsarchiv Augsburg, Hofmark Fünfstetten, Nr. 278. Der Brief ist französisch geschrieben.
3. ↑  Johann Christian von Mannlich: Histoire de ma vie, herausgegeben von Karl-Heinz Bender und Herrmann Kleber, 3 Bände, Trier 1993.
4. ↑  Otting im Spiegel seiner Geschichte, Herausgeber: Gemeinde Otting, Reimlingen 2009, S. 137–141.
5. ↑  Zivilstandsregister Pont-à-Mousson, Pfarrei Sainte-Croix, Mikrofilm Nr. 5 Mi 430/R 3, Nr. 217.
6. ↑  Carl Friedrich Stephan Graf v. Otting u. Fünfstetten.
7. 1 2  Ernst Heinrich Kneschke: Deutsche Grafen-Haeuser der Gegenwart in heraldischer, historischer und genealogischer Beziehung. Band 2: L–Z. Leipzig 1853, S. 180 f. (Online).
8. ↑  Siglinde Buchner: Der Halbbruder des bayerischen Königs wird Hofmarksherr (1810), in: Otting im Spiegel seiner Geschichte, hrsg. von der Gemeinde Otting, 2009, 415 S.
9. ↑  Gothaisches genealogisches Taschenbuch der freiherrlichen Häuser 1879. Neun und zwanzigster Jahrgang, S. 434.
10. ↑  Christian Sepp: Ludovika. Sisis Mutter und ihr Jahrhundert. München: August Dreesbach Verlag 2019, S. 244.

| Personendaten    | Personendaten                                                       |
| ---------------- | ------------------------------------------------------------------- |
| NAME             | Otting, Fünfstetten und Schönfeld, Karl Friedrich Stephan von       |
| ALTERNATIVNAMEN  | Otting und Fünfstetten Schönfeld, Carl Friedrich Stephan von        |
| KURZBESCHREIBUNG | bayerischer Standesherr, Halbbruder König Maximilians I. von Bayern |
| GEBURTSDATUM     | 6. Juni 1766                                                        |
| GEBURTSORT       | Pont-à-Mousson                                                      |
| STERBEDATUM      | 18. September 1834                                                  |
| STERBEORT        | Schloss Fünfstetten                                                 |